# Onni Pellinen
Onni Wilhelm Pellinen  (14. února 1899 Hankasalmi, Finsko – 30. října 1945 Istanbul, Turecko) byl finský zápasník. Většiny úspěchů dosáhl v zápase řecko-římském, věnoval se však i volnému stylu.
Třikrát startoval na olympijských hrách. V roce 1924 na hrách v Paříži a v roce 1928 na hrách v Amsterodamu vybojoval bronzovou medaili v lehké těžké váze. V roce 1932 na hrách v Los Angeles vybojoval ve stejné kategorii stříbrnou medaili.
Nikdy nestartoval na mistrovství světa. V roce 1929 a 1931 vybojoval zlato, v roce 1935 šesté místo na mistrovství Evropy. V roce 1926, 1927, 1929, 1931, 1932 a 1935 vybojoval titul finského šampiona v řecko-římském zápase. V roce 1933 vybojoval titul finského šampiona ve volném stylu.
V roce 1935 ukončil aktivní sportovní kariéru. Následujících deset let působil jako hlavní trenér turecké reprezentace.